# Мытник болотный
Мы́тник боло́тный (лат. Pediculāris palūstris) — двулетнее травянистое растение; вид рода Мытник (Pedicularis) семейства Заразиховые (Orobanchaceae).

## Ботаническое описание
Двулетник. Гемикриптофит. Корень вертикальный, не толстый, мочковатый, слаборазвитый.
Стебель густо разветвлённый (иногда только в верхней части) или простой, 10—50 (до 70) см высотой, голый. Листья стеблевые очерёдные, реже некоторые почти супротивные, нижние короткочерешчатые, с несколько низбегающим на стебель черешком, верхние сидячие, у основания те и другие длиннореснитчатые, 2—3 см длиной и 0,5—1,5 см шириной, в очертании линейно-ланцетные, перисторассечённые на продолговатые зубчатые или неглубоко надрезанные доли, с продолговатыми или яйцевидными тупыми, по краям белохрящевато-зубчатыми долями, с нижней стороны иногда с рассеянными простыми и железистыми волосками (видны только при сильном увеличении).
Соцветие колосовидное, рыхлое. Цветки на коротких (1—3 мм длиной) цветоножках; в пазухах прицветников в нижней части соцветий цветки расставленные, на концах расположены довольно тесно. Чашечка широкотрубчатая, 6—7 мм длиной, двулопастная (лопасти неровно надрезанные, зубчатые, зубцы короткие, туповатые, загнутые), тёмно-зелёная или окрашенная, с толстыми тёмно-зелёными жилками, усаженная рассеянными длинными курчавыми волосками, главным образом в нижней части, и коротко опущенная по краю; венчик красный, красно-фиолетовый или фиолетово-розовый, 14—18 (до 22) мм длиной, с прямой трубкой; шлем почти прямой, на верхушке слегка согнутый, с широким, очень коротким носиком, снабжённым у нижнего края с каждой стороны острым зубцом; ниже середины шлема с каждой стороны находится по тупому зубцу; нижняя губа почти одинаковой длины со шлемом, трёхлопастная, по краю реснитчатая, средняя доля наполовину у́же боковых; нити двух более длинных тычинок волосистые.
Коробочка 11—14 (15) мм длиной, косо яйцевидная, быстро переходящая в крепкий, короткий, несколько отогнутый носик, раскрывающаяся со спинки. Семена немногочисленные, яйцевидные или продолговатые, на нижнем конце тупо закруглённые, на верхнем несколько вытянутые, 2,5—3 мм длиной и около 1,5 мм шириной, коричневые; поверхность морщинистая, по морщинкам блестящая.
Цветёт (единично) в конце мая — июле; плодоносит в августе.

## Распространение и экология
Американско-еврозападноазиатский болотный вид; встречается в Европе, Предкавказье, Западной Сибири, Малой Азии, Северной Америке. В средней полосе Европейской России — во всех областях, к юго-востоку — спорадически.
Лимитирующие факторы — осушение болот и заболоченных лугов, общее понижение уровня грунтовых вод, перевыпас, торфоразработка; в окрестностях населённых пунктов антропогенная трансформация территории.
А. П. Серёгин на основании анализа исследований делает вывод, что основными причинами вымирания мытника болотного являются смена режима использования земель, уничтожение местообитаний, сильные колебания погодных условий и водного режима. За последние 100 лет число местообитаний вида на юге ареала уменьшилось в 2—10 раз, и этот процесс продолжается.

## Хозяйственное значение и использование
Мытник болотный используют как кровоостанавливающее средство при маточных кровотечениях и сильных менструациях. Мытник обладает противовоспалительным и слабым мочегонным действием, но в основном настой травы мытника применяют для мытья головы при перхоти и для уничтожения вшей (отсюда и одно из его названий — вшивица, само родовое название происходит от лат. Pediculus — вошь). Растение ядовито, применяется только наружно, при поедании травоядными вызывает воспаление почек.
С лечебной целью используется трава, корни. В траве содержится гликозид аукубин, следы алкалоидов.
Траву заготавливают во время цветения и сушат на воздухе под навесами или в сушилках при температуре 40—50 °С.

## Охранный статус
В России вид входит в Красные книги таких регионов как: Воронежская, Курская, Саратовская и Тульская области, а также республик Татарстан, Удмуртия и Чувашия, и Ставропольского края. Растёт на территории нескольких особо охраняемых природных территорий России.

## Классификация

### Таксономия
- Pedicularis palustris L., 1753, Sp. Pl. : 607

Вид Мытник болотный включается в род Мытник (Pedicularis) семейства Заразиховые (Orobanchaceae) порядка Ясноткоцветные (Lamiales), последовательно входящего в более крупные клады Ламииды → Астериды → Суперастериды → Эвдикоты → Цветковые растения. Таксономическая схема в соответствии с Системой APG IV по состоянию на июнь 2024 года:
|  |                          |  |                                   |                                   |                       |  | еще 23 семейства | еще 23 семейства |                     |  |                         |  | еще 720 подтвержденных видов и 56 видов, ожидающих подтверждения | еще 720 подтвержденных видов и 56 видов, ожидающих подтверждения |  |
|  |                          |  |                                   |                                   |                       |  | еще 23 семейства | еще 23 семейства |                     |  |                         |  | еще 720 подтвержденных видов и 56 видов, ожидающих подтверждения | еще 720 подтвержденных видов и 56 видов, ожидающих подтверждения |  |
|  |                          |  |                                   | порядок Ясноткоцветные            |                       |  |                  |                  | род Мытник          |  |                         |  |                                                                  |                                                                  |  |
|  |                          |  |                                   | порядок Ясноткоцветные            |                       |  |                  |                  | род Мытник          |  | 2 внутривидовых таксона |  |                                                                  |                                                                  |  |
|  | клада Цветковые растения |  |                                   |                                   | семейство Заразиховые |  |                  |                  | вид Мытник болотный |  |                         |  |                                                                  |                                                                  |  |
|  | клада Цветковые растения |  |                                   |                                   |                       |  |                  |                  |                     |  |                         |  |                                                                  |                                                                  |  |
|  |                          |  | ещё 63 порядка цветковых растений | ещё 63 порядка цветковых растений |                       |  |                  | еще 98 родов     | еще 98 родов        |  |                         |  |                                                                  |                                                                  |  |
|  |                          |  |                                   | ещё 63 порядка цветковых растений |                       |  |                  |                  | еще 98 родов        |  |                         |  |                                                                  |                                                                  |  |

### Внутривидовые таксоны
- Pedicularis palustris subsp. borealis (J.W.Zetterst.) Hyl.
- Pedicularis palustris subsp. palustris